# Соко 522
Соко 522 (серб. Соко 522 / Soko 522) — двухместный югославский учебный самолёт и лёгкий штурмовик, производившийся в 1960-е годы авиазаводом СОКО.

## История эксплуатации
Самолёт разработан инженерами Шостаричем, Марьяновичем и Чурчичем на заводе Икарбус в Земуне. Первый прототип совершил первый полёт в феврале 1955 года. После успешных испытаний началось производство самолётов Соко 522 в Мостаре, длившееся до 1961 года: было выпущено около 110 штук. Самолёты использовались ВВС Югославии в качестве учебных до 1978 года, пока не был списан последний экземпляр.
Некоторые из самолётов были задействованы в съёмках югославских фильмов о Второй мировой войне, изображая немецкие истребители FW 190 (в том числе в фильмах «Битва на Неретве» и «Герои Келли»). Часть их была передана любительским аэроклубам в Югославии и за границей. В наши дни в Югославии не сохранилось ни одного пригодного для полётов экземпляра: часть была продана за границу, где используется гражданскими лицами и по сей день.

## Эксплуатанты
Югославия
- Военно-воздушные силы ЮНА

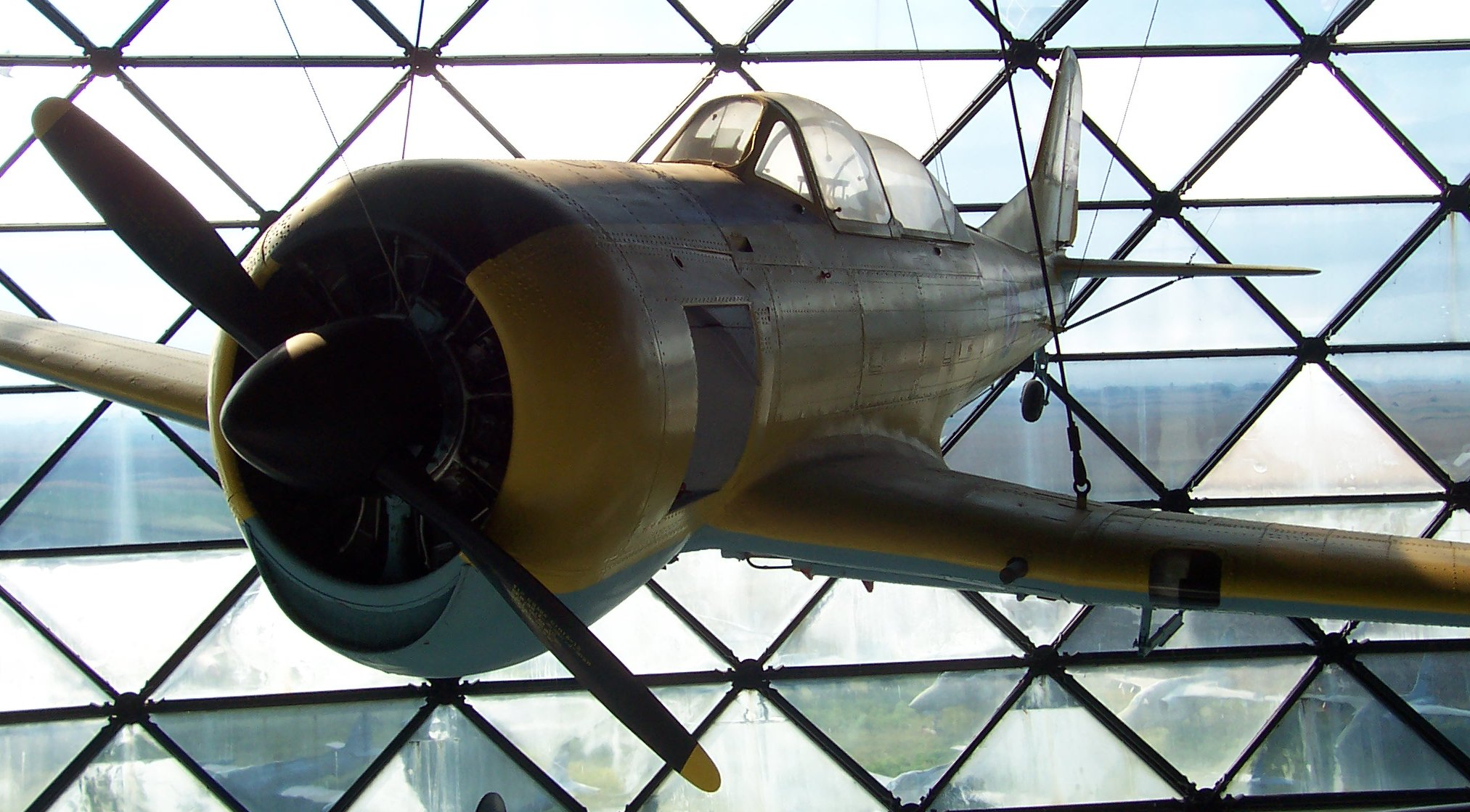
Сохранившийся образец Соко 522 в Музее воздухоплавания Белграда

  - 460-я эскадрилья лёгкой боевой авиации (1961—1967)
  - 461-я эскадрилья лёгкой боевой авиации (1961—1968, 1973—1977)
  - 462-я эскадрилья лёгкой боевой авиации[англ.] (1961—1968, 1973—1977)
  - 463-я эскадрилья лёгкой боевой авиации (1961—1966)
  - 464-я эскадрилья лёгкой боевой авиации (1961—1966)
  - 465-я эскадрилья лёгкой боевой авиации (1961—1966)

## Музейные образцы и памятники
В Сербии три образца Соко 522 являются экспонатами белградского Музея воздухоплавания. Один такой самолёт установлен в Боснии и Герцеговине перед аэропортом Мостара в качестве технического памятника, ещё один — в военно-историческом парке словенского города Пивка.

## Тактико-технические характеристики
Номинальные характеристики:

### Технические характеристики
- Экипаж: 2 человека
- Длина: 9,2 м
- Размах крыла: 11 м
- Высота: 3,58 м
- Масса пустого самолёта: 1089 кг
- Двигатель: Pratt & Whitney R-1340-AN-1 Wasp, радиальный воздушного охлаждения (мощность 600 л.с. или 450 кВт)

### Лётные характеристики
- Максимальная скорость: 351 км/ч
- Дальность полёта: 978 км
- Практический потолок: 7000 м

### Вооружение
- Пулемёты: 2 × 7,9 мм
- Бомбы: 4 × 50 кг